# Sarotti-Schokoladenfabrik (Hattersheim)

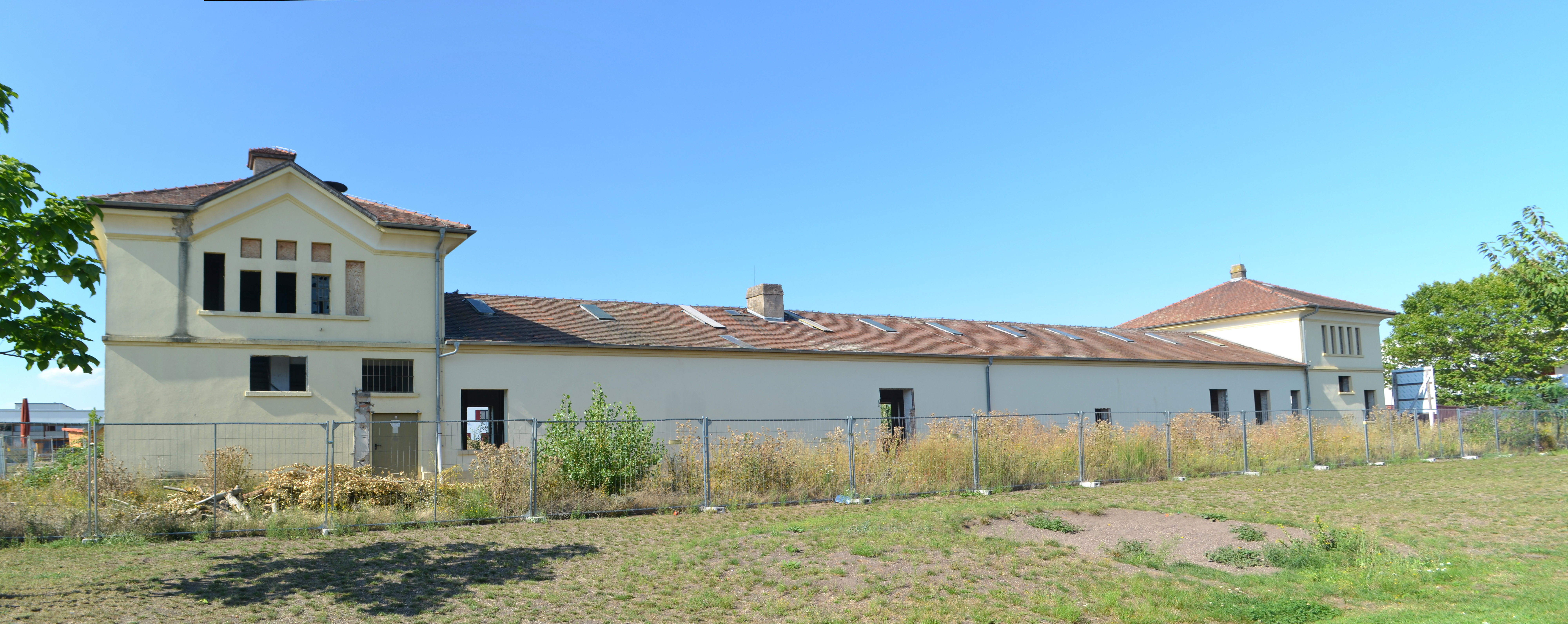
Ehemaliges Sarotti-Werkstattgebäude

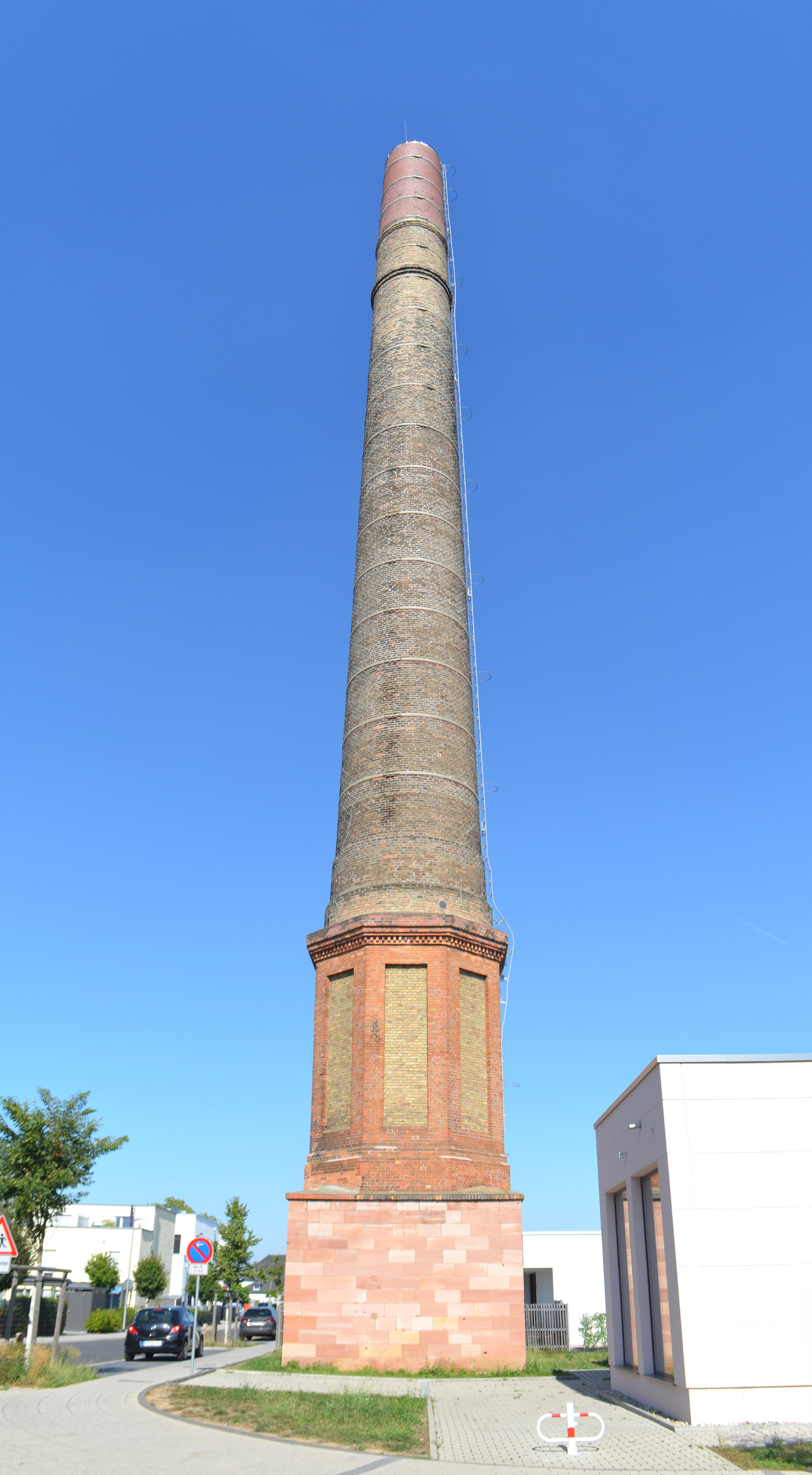
Schornstein

Die Sarotti-Schokoladenfabrik ist ein denkmalgeschütztes Gebäude in Hattersheim am Main.

## Geschichte

### Berlin
Die Schokoladenfabrik Sarotti hatte ihren Ursprung 1852 in der Berliner Friedrichstraße als Confiseur-Waaren-Handlung Felix & Sarotti – der Ursprung des Namens Sarotti konnte allerdings bis heute nicht geklärt werden. Nach mehreren Umfirmierungen und Standortverlagerungen ließ die Sarotti Chocoladen- und Cacao-Aktiengesellschaft ab 1911 auf dem Grundstück Teilestraße 12/13 am Teltowkanal in Berlin-Tempelhof nach Plänen des Architekten Bruno Möhring auf einer Fläche von 47.500 m² eine moderne Produktionsstätte bauen. An einem entsprechenden Wettbewerb hatte sich unter anderem auch Wilhelm Brurein beteiligt. Es entstand ein mehrgeschossiges Fabrikgebäude, das den Bauherren in der Öffentlichkeit den Vorwurf des Größenwahns einbrachte – eine Fehleinschätzung, wie sich später herausstellte. Ebenso erwies sich die spätere Expansion durch Erwerb des Zweigwerks in Hattersheim als schlüssig.

### Hattersheim
Als Vorgänger des Sarotti-Werks Hattersheim war 1884 an dieser Stelle die Maingau Zuckerfabrik gegründet worden, die bis 1912 existierte. Das Werk wurde 1912/1913 kurzzeitig durch die Chemische Fabrik Maingau GmbH weitergenutzt, musste aber während des Ersten Weltkriegs den Betrieb einstellen.

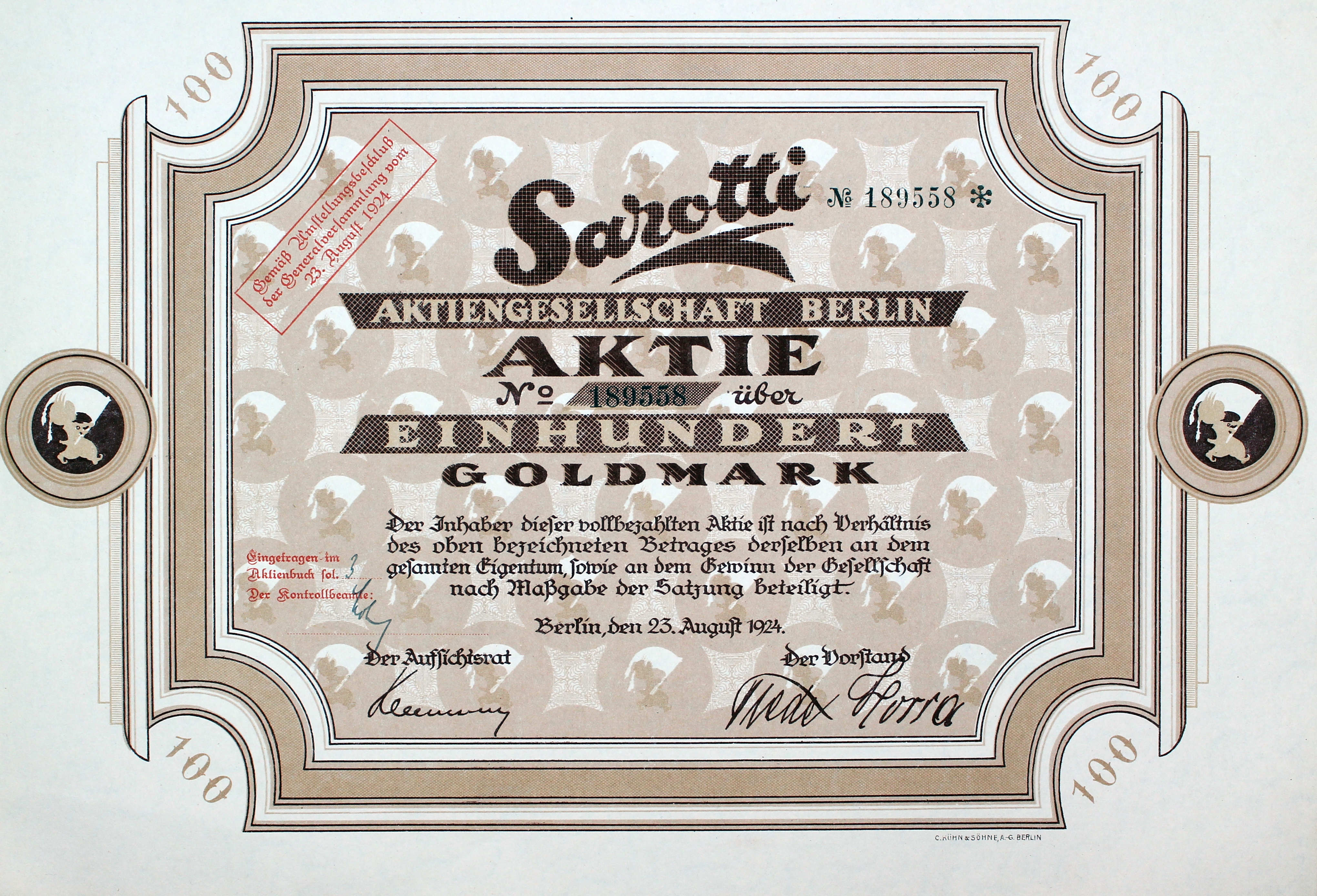
Aktie der Sarotti AG, 1924

Im Jahr 1922 erwarb die Otto & Quantz GmbH in Frankfurt am Main das Werk und vertrieb von dort Lebensmittel, vor allem Schweizer Schokolade. Kurz darauf begann das Unternehmen selbst mit der Schokoladenproduktion nach Schweizer Rezepten. Für die Fabrikation wurden bereits 1925 bauliche Erweiterungen notwendig, so entstand beispielsweise das erhaltene Werkstattgebäude.
1928 fusionierte die Otto & Quantz GmbH mit der Linda-Gesellschaft für kondensierte Milch und Kindermehl mbH in Lindau am Bodensee zur Deutschen Aktiengesellschaft für Nestle-Erzeugnisse. Nestlé übernahm gleichzeitig die Sarotti GmbH in Berlin, die ein Jahr später das Werk in Hattersheim erwarb.
Im Zweiten Weltkrieg musste die Produktion wegen Rohstoffmangels eingestellt werden, und es wurden zeitweise andere Produkte, z. B. Kaffee-Ersatz, hergestellt. Schokolade wurde erst ab 1949 wieder produziert.
In den 1950er Jahren wurde das Werk modernisiert und erweitert. Weitere Neubauten kamen in den 1960er Jahren hinzu, und Sarotti war zu dieser Zeit mit ca. 2000 Mitarbeitern der größte Arbeitgeber im Main-Taunus-Kreis. Der Schwerpunkt der Schokoladenproduktion wurde jedoch bald in das Sarotti-Werk nach Berlin verlegt, und die Beschäftigtenzahl sank, bis schließlich 1994 das Hattersheimer Werk geschlossen wurde.

## Gebäude und Kulturdenkmale
Folgende Gebäude sind erhalten:
- der Schornstein aus Backstein, der zur ursprünglichen Fabrikanlage des 19. Jahrhunderts gehört und für Hattersheim eine Art Wahrzeichen darstellt,
- das Werkstattgebäude von 1925 mit seinen zweigeschossigen Ecktrakten und dem eingeschossigen Mittelteil, durch Gesimse und Fenstergruppen gegliedert,
- der südliche Pavillon, der in den Fensterformen und in der Ausbildung eines Zwerchgiebels reicher ausgestattet ist und
- der Pförtnerpavillon, der mit ovalem Abschluss, Flachdach und zeittypischen Details der 1950er Jahre erhaltenswert ist.

## Planungen zur Nutzung des Kulturdenkmals

### Ideensammlung

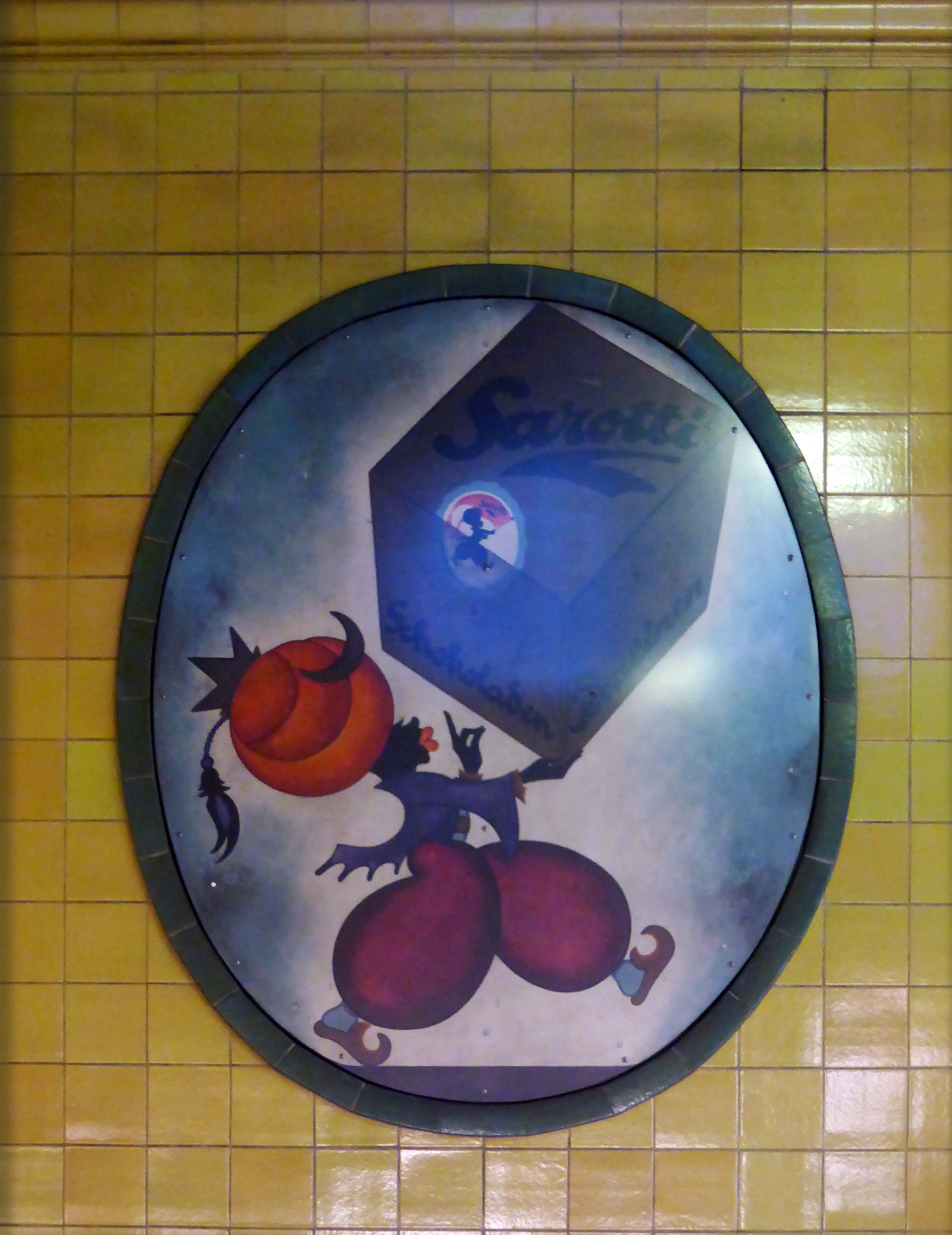
Historische Sarotti-Werbung

Die Stadtverwaltung Hattersheim hatte die Bürger der Stadt aufgerufen, Vorschläge für eine Nachnutzung der Fabrikanlagen und des Neubaugebietes Schokoladenfabrik mitsamt dem Kreisel einzureichen. Zahlreiche Ideen wurden geprüft und schließlich beschlossen die Ratsherren einen Bebauungsplan, der die öffentliche Nutzung des unter Denkmalschutz stehenden Gebäudes vorsieht. Eine Vision, die für das ehemalige Sarotti-Werkstattgebäude im Baugebiet Schokoladenfabrik entworfen wurde, ist eine Nutzung als Café.

### Museum ab dem 21. Jahrhundert
Pläne für ein Museum des Hattersheimer Geschichtsvereins sind weit gediehen. Ein Schwerpunkt soll die Industrie- und die Stadtgeschichte Hattersheims sein. Ein historischer Röster der Firma Sarotti, eine alte Verkaufstheke und Werbefilme der Schokoladenfabrik gehören genauso wie viele Sarotti-Mohren zum Bestand des Geschichtsvereins.
Von den Schokoladenpackungen ist der Sarotti-Mohr verschwunden. Ein weißer Magier ist seit 2004 das Markenzeichen von Sarotti. Nur noch auf der Nostalgieedition prangt der Mohr. In Hattersheim ist der Mohr als Markenzeichen unvergessen. Es soll ihm und der Schokoladenherstellung in der Mainstadt eine eigene Abteilung im neuen Stadtmuseum gewidmet werden.
Untergebracht wird das Museum im alten Werkstattgebäude von Sarotti. Der Hattersheimer Investor Selim Balcioglu kaufte mit seiner Holdinggesellschaft den denkmalgeschützten Industriebau aus den 1920er Jahren sowie das angrenzende Areal im Mai 2019 mit dem Versprechen nun endlich dieses Projekt in die Realität umsetzen zu wollen. Derzeit werden aufwändige Revitalisierungs- und Restaurierungsarbeiten durchgeführt. Zudem wird das Werkstattgebäude um einen neuen Anbau erweitert und mit einem Café ausgestattet werden. Somit rückt nach vielen Jahren der Planung die Realisierung des Hattersheimer Stadtmuseums näher.
Am Detailkonzept für die drei Ausstellungsabteilungen – Stadtgeschichte, Archäologe und Industriegeschichte – wird noch gearbeitet.
Allerdings ist die Zukunft noch nicht gesichert.